# Julijan Rewaj
Julijan Iwanowytsch Rewaj (ukrainisch Юліян Іванович Ревай, tschechisch Július Révay; * 26. Juni 1899 in Myrtscha, Österreich-Ungarn; † 30. April 1979 in New York, Vereinigte Staaten) war ein ukrainischer Politiker. Rewaj war vom 15. März 1939 bis zum 18. März 1939 Regierungschef der unabhängigen Karpatenukraine.

## Leben
Julijan Rewaj kam im Dorf Myrtscha (Мирча) im Königreich Ungarn der Österreichisch-Ungarischen Monarchie, unweit von Malyj Beresnyj im heutigen Rajon Welykyj Beresnyj der ukrainischen Oblast Transkarpatien zur Welt.
Nach seinem Schulbesuch trat er 1913 in das Lehrerseminar in Uschhorod ein, das er 1917 abschloss und anschließend mehrere Jahre als Lehrer an öffentlichen Schulen arbeitete. Zwischen 1922 und 1935 war er als Schulinspektor und Regionalabteilungsberater des Bildungsministeriums der Tschechoslowakei in Uschhorod tätig. In den 1920er Jahren war er als Co-Autor an der Herausgabe mehrerer Schul-Lehrbücher beteiligt. Er wurde 1920 Mitglied der neugegründeten Tschechoslowakischen Sozialdemokratischen Partei der Arbeiter und, nach einer gewissen Zeit, deren Präsidiumsmitglied. Zwischen 1935 und 1938 wurde er für die Partei als Abgeordneter in das Parlament der Tschechoslowakei gewählt.
Vom 11. Oktober 1938 bis 26. Oktober 1938 war er in der ersten Regierung der Karpatenukraine, als autonomen Teilstaat der Tschecho-Slowakischen Republik unter Andrij Brodij, Verkehrsminister. Anschließend, zwischen dem 26. Oktober 1938 und 1. Dezember 1938 Minister für Kommunikationen, Arbeit, Gesundheit und Soziales in der ersten Regierung von Awgustyn Woloschyn.
In der darauffolgenden zweiten Regierung Woloschyn war er vom 1. Dezember 1938 bis zum 6. März 1939 Minister ohne Geschäftsbereich. Schließlich war er, nach der Proklamation der Unabhängigkeit der Karpatenukraine zwischen dem 15. März 1939 und dem 18. März 1939 in der Regierung Julijan Rewaj Ministerpräsident und Außenminister der ersten und einzigen Regierung der unabhängigen Karpatenukraine.
Nach der ungarischen Besetzung der Karpatenukraine lebte er zwischen 1939 und 1945 im slowakischen Bratislava. Nachdem er 1945 in Prag vom NKWD verhaftet, verhört und wieder entlassen wurde, flüchtete er nach Deutschland. Dort wurde er 1947 durch die amerikanischen Behörden in Aschaffenburg verhaftet. Er wurde als mutmaßlicher sowjetischer Agent verdächtigt, welcher versuchte, Einfluss auf die ukrainischen Exilgemeinden in den DP-Lagern zu nehmen. 1948 emigrierte er in die USA und arbeitete dort von 1949 bis 1957 als Direktor des Ukrainian Institute und des Carpathian Research Center in New York.
Er starb 79-jährig in New York und wurde dort bestattet.